# Nikita van der Vliet
Nikita van der Vliet (Zaandam, 14 maart 2000) is een Nederlandse handbalster die speelt voor Odense Håndbold en het Nederlands team.